# Pieve di Ledro
Pieve di Ledro (Piév de Léder o La Piéf in dialetto locale) è un municipio di 648 abitanti del comune di Ledro sulle rive dell'omonimo lago in Trentino.
Fino al 31 dicembre 2009 ha costituito un comune autonomo.

## Storia
Era un comune che assieme agli ex comuni di Tiarno di Sopra, Tiarno di Sotto, Bezzecca, Concei e Molina di Ledro  faceva parte dell'Unione dei Comuni della Valle di Ledro, confluiti dal 1º gennaio 2010 nel nuovo comune di Ledro.

### Simboli

Vecchio stemma comunale

Lo stemma e il gonfalone del comune di Pieve di Ledro erano stati approvati con D.G.P. del 2 giugno 1989 n. 6081.
Stemma
La piantina di alloro, una pianta medicinale, alludeva all'antica farmacia Foletto istituita a Pieve di Ledro nel XIX secolo. La parte inferiore dello scudo rappresentava il lago di Ledro su cui si affaccia Mezzolago, la frazione più importante del comune nota anche come "perla del lago".
Gonfalone

## Monumenti e luoghi d'interesse
- Chiesa dell'Annunciazione di Maria.

## Società

### Evoluzione demografica
Abitanti censiti